# Helena Kuchar

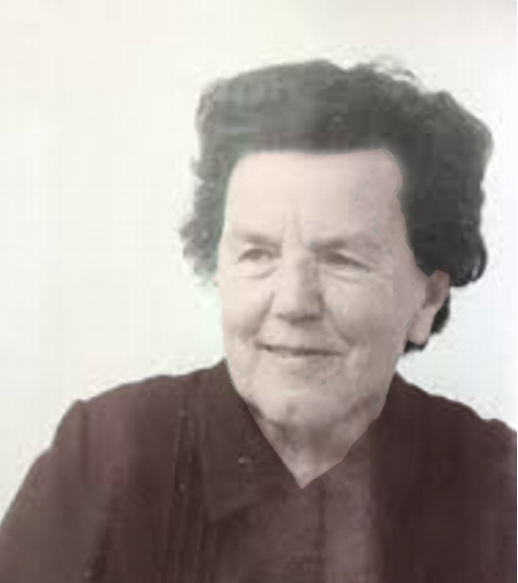
Helena Kuchar (Jelka)

Helena Kuchar (* 1906 in Leppen/Lepena in Unterkärnten; † 24. Februar 1985), auch „Jelka“ genannt, war eine Bäuerin und Partisanin.

## Leben
Helena Kuchar wurde 1906 in Leppen/Lepena, Unterkärnten, Österreich geboren. Ihre Familie gehörte der slowenischen Bevölkerungsgruppe an. Sie weigerte sich auf dem väterlichen Hof als Kostgängerin zu bleiben und verließ den Hof, um als Magd zu arbeiten. 1929 heiratete sie Peter Kuchar, den Sohn eines reichen Bauern gegen den Willen seiner Eltern. Gemeinsam zogen sie nach Eisenkappel und bekamen zuerst den Sohn Peter und schließlich die Tochter Zofi.
Aus finanzieller Not und aufgrund der Arbeitslosigkeit von Peter Kuchar zogen sie 1934 nach Leppen, wo Helena Kuchar eine Keusche kaufte. Dort betrieb sie eine kleine Landwirtschaft und Näharbeiten. 1937 kam ihr Sohn Mihi zur Welt. Erst nach dem Anschluss Österreichs 1938 fand Peter Kuchar wieder Arbeit, bis er 1940 zur deutschen Wehrmacht eingezogen wurde.
Aufgrund der Diskriminierung der slowenischen Bevölkerung und der ersten Vertreibungen durch die Nationalsozialisten schwand die Sympathie von Helena Kuchar für diese. 1943 bekam sie ihre Tochter Bredica und zog auf den Hof ihres Bruders Miha Haderlap. Dort betreute sie die Kinder ihres Brudes, weil dieser zu den Partisanen gegangen war und die Mutter ins Konzentrationslager verschleppt worden war.
Auch Helena Kuchar begann sich für die Partisanen unter dem Partisanennamen „Jelka“ (slowenisch: Tanne) einzusetzen. So organisierte sie Essen, Kleidung und Medikamente für diese und gewährte ihnen Unterschlupf. Des Weiteren baute sie ein Nachrichtennetz, das sie als „lebende Post“ bezeichnete, auf. Aufgrund einer Denunziation im Oktober 1944 floh sie in das von der Osvobodilna Fronta (OF) kontrollierte Gebiet im Savinja-Tal auf der jugoslawischen Seite der Karawanken. Dort trat sie der Kommunistischen Partei bei und besuchte deren Parteischule.
Im Dezember 1944 begann die Deutsche Wehrmacht eine Großoffensive im Savinja-Tal, weshalb die Partisanen sich zurückzogen. Helena Kuchar zog gemeinsam mit ihrem Sohn Peter, ebenfalls Partisan, nach Kärnten. Dort setzte sie ihre illegalen Tätigkeiten fort.
Im Februar 1945 wurde sie gemeinsam mit anderen Partisanen von der Polizei nach einem Feuergefecht festgenommen. Durch die Gestapo war sie schweren Misshandlungen ausgesetzt. Dort behauptete sie, dass sie von den Partisanen verschleppt und zur Mitarbeit gezwungen worden war. Sie wurde gemeinsam mit anderen Frauen einem Arbeitskommando zur Räumung von Bombenschutt in Klagenfurt zugeteilt. Durch ihre Tochter, die gegenüber der Gestapo behauptete ihr Vater sei im Krieg gefallen, wurde sie freigelassen und ging am 1. Mai 1945 zurück auf den Hof ihres Bruders. Ihr eigenes Haus war zerstört.
Nach dem Ende des Krieges floh sie aufgrund der Verfolgung durch die jugoslawischen Faschisten mit den Kindern nach Eisenkappel. Ihr Sohn Peter blieb in Jugoslawien, um dort zu studieren. Ihre Tochter Tofi schickte sie ebenfalls dorthin. Zwei ihrer Schwestern überlebten die KZ-Haft. Eine andere Schwester ist mit einer Nichte im KZ gestorben.
Helena Kuchar war weiterhin als Funktionärin in der OF tätig und wurde 1947 zur Vorsitzenden der Antifaschistischen Frauenfront gewählt
Sie starb am 24. Februar 1985 nach einem Schlaganfall.

## Auszeichnungen und Rezeption
Helena Kuchar wurde aufgrund ihrer antifaschistischen Tätigkeiten mehrfach ausgezeichnet, unter anderem mit dem Ehrenzeichen für Verdienste um die Befreiung Österreichs.
Die Band Schmetterlinge besingt in dem Lied "Drei rote Pfiffe" aus dem Jahr 1979 die Geschichte von Helena Kuchar.
1984 wurde ihre Autobiographie Jelka: Aus dem Leben einer Kärntner Partisanin veröffentlicht. Dieses basiert auf Tonbandaufnahmen von Thomas Busch und Brigitta Windhab.